# Rajd Polski 1997
Rajd Polski 1997 (54. Rajd Polski) to kolejna, 54 edycja rajdu samochodowego Rajd Polski rozgrywanego w Polsce. Rozgrywany był od 12 do 14 czerwca 1997 roku. Bazą rajdu był Wrocław. Rajd był dwudziestą piątą rundą Rajdowych Mistrzostw Europy w roku 1997, a także czwartą rundą Rajdowych Samochodowych Mistrzostw Polski w roku 1997.

## Zwycięzcy odcinków specjalnych[4]
| Dzień      | Numer odcinka | Nazwa odcinka             | Długość  | Zwycięzca odcinka                    | Nr Sam.          | Samochód              | Czas             | Śr. pr.          |
| ---------- | ------------- | ------------------------- | -------- | ------------------------------------ | ---------------- | --------------------- | ---------------- | ---------------- |
| 12 czerwca | OS1           | Wrocław pl.Andersa        | 2,00 km  | Krzysztof Hołowczyc Maciej Wisławski | 1                | Subaru Impreza 555    | 2:21             | 51.06 km/h       |
| 13 czerwca | OS2           | Sobótka-Przełęcz Tąpadła  | 17.67 km | Krzysztof Hołowczyc Maciej Wisławski | 1                | Subaru Impreza 555    | 9:16             | 114.41 km/h      |
| 13 czerwca | OS3           | X-Witoszów-Dziećmorowice  | 9.27 km  | Krzysztof Hołowczyc Maciej Wisławski | 1                | Subaru Impreza 555    | 3:53             | 143.23 km/h      |
| 13 czerwca | OS4           | Walim-Lubachów            | 20.26 km | Patrick Snijers Dany Colebunders     | 2                | Ford Escort WRC       | 11:47            | 103.16 km/h      |
| 13 czerwca | OS5           | Olszyniec-Jedlina Zdrój   | 5.07 km  | Krzysztof Hołowczyc Maciej Wisławski | 1                | Subaru Impreza 555    | 2:51             | 106.74 km/h      |
| 13 czerwca | OS6           | Świerki-Włodowice         | 8.64 km  | Patrick Snijers Dany Colebunders     | 2                | Ford Escort WRC       | 4:25             | 117.37 km/h      |
| 13 czerwca | OS7           | Wojbórz-Żdanów            | 10.12 km | Patrick Snijers Dany Colebunders     | 2                | Ford Escort WRC       | 5:19             | 114.21 km/h      |
| 13 czerwca | OS8           | Srebrna Góra-Jodłownik    | 20,1 km  | odcinek odwołany                     | odcinek odwołany | odcinek odwołany      | odcinek odwołany | odcinek odwołany |
| 13 czerwca | OS9           | Kamionki-Rzeczka          | 12.77 km | Robert Gryczyński Tadeusz Burkacki   | 6                | Toyota Celica GT-Four | 7:29             | 102.39 km/h      |
| 13 czerwca | OS10          | Walim-Lubachów            | 20.26 km | Patrick Snijers Dany Colebunders     | 2                | Ford Escort WRC       | 12:44            | 95.47 km/h       |
| 13 czerwca | OS11          | X-Witoszów-Dziećmorowice  | 9.27 km  | Krzysztof Hołowczyc Maciej Wisławski | 1                | Subaru Impreza 555    | 3:55             | 142.01 km/h      |
| 13 czerwca | OS12          | Walim - Lubachów          | 20.26 km | Patrick Snijers Dany Colebunders     | 2                | Ford Escort WRC       | 11:52            | 102.44 km/h      |
| 13 czerwca | OS13          | Olszyniec - Jedlina Zdrój | 5.07 km  | Krzysztof Hołowczyc Maciej Wisławski | 1                | Subaru Impreza 555    | 2:57             | 103.12 km/h      |
| 13 czerwca | OS14          | Świerki - Włodowice       | 8.64 km  | Krzysztof Hołowczyc Maciej Wisławski | 1                | Subaru Impreza 555    | 4:24             | 117.82 km/h      |
| 13 czerwca | OS15          | Wolbórz-Jodównik          | 8.62 km  | Krzysztof Hołowczyc Maciej Wisławski | 1                | Subaru Impreza 555    | 4:23             | 117.99 km/h      |
| 13 czerwca | OS16          | Kamionki-Rzeczka          | 12.77 km | Krzysztof Hołowczyc Maciej Wisławski | 1                | Subaru Impreza 555    | 7:04             | 108.42 km/h      |
| 13 czerwca | OS17          | Walim-Rościszów           | 8.47 km  | Krzysztof Hołowczyc Maciej Wisławski | 1                | Subaru Impreza 555    | 4:33             | 111.69 km/h      |
| 13 czerwca | OS18          | Tapadła-Światniki         | 13.46 km | Patrick Snijers Dany Colebunders     | 2                | Ford Escort WRC       | 6:50             | 118.19 km/h      |
| 13 czerwca | OS19          | Wrocław-Pl.Andersa        | 2.00 km  | odcinek odwołany                     | odcinek odwołany | odcinek odwołany      | odcinek odwołany | odcinek odwołany |
| 14 czerwca | OS20          | Sobótka-Przełęcz Tąpadła  | 17.67 km | Krzysztof Hołowczyc Maciej Wisławski | 1                | Subaru Impreza 555    | 9:02             | 117.37 km/h      |
| 14 czerwca | OS21          | Rościszów - Lubachów      | 23.03 km | Krzysztof Hołowczyc Maciej Wisławski | 1                | Subaru Impreza 555    | 12:34            | 109.96 km/h      |
| 14 czerwca | OS22          | Rzeczka - Kamionki        | 13.48 km | Krzysztof Hołowczyc Maciej Wisławski | 1                | Subaru Impreza 555    | 6:53             | 117.50 km/h      |
| 14 czerwca | OS23          | Jodłownik - Srebrna Góra  | 17.20 km | Krzysztof Hołowczyc Maciej Wisławski | 1                | Subaru Impreza 555    | 8:38             | 119.54 km/h      |
| 14 czerwca | OS24          | Rościszów - Lubachów      | 23.03 km | Krzysztof Hołowczyc Maciej Wisławski | 1                | Subaru Impreza 555    | 12:31            | 110.40 km/h      |
| 14 czerwca | OS25          | Rzeczka - Kamionki        | 13.48 km | Krzysztof Hołowczyc Maciej Wisławski | 1                | Subaru Impreza 555    | 6:56             | 116.65 km/h      |
| 14 czerwca | OS26          | Wrocław - Pl. Andersa     | 2.00 km  | Patrick Snijers Dany Colebunders     | 2                | Ford Escort WRC       | 2:20             | 51.43 km/h       |

## Wyniki końcowe rajdu
| Miejsce                        | Kierowca                     | Pilot                        | Samochód                     | Czas                         | Strata                       |                              |
| Klasyfikacja generalna i ERC   | Klasyfikacja generalna i ERC | Klasyfikacja generalna i ERC | Klasyfikacja generalna i ERC | Klasyfikacja generalna i ERC | Klasyfikacja generalna i ERC | Klasyfikacja generalna i ERC |
| ------------------------------ | ---------------------------- | ---------------------------- | ---------------------------- | ---------------------------- | ---------------------------- | ---------------------------- |
| 1                              | Patrick Snijers              | Dany Colebunders             | Ford Escort WRC              | 2:47:07                      | -                            |                              |
| 2                              | Janusz Kulig                 | Jarosław Baran               | Renault Megane Maxi          | 2:49:26                      | +2:19                        |                              |
| 3                              | Krzysztof Hołowczyc          | Maciej Wisławski             | Subaru Impreza 555           | 2:50:41                      | +3:34                        |                              |
| 4                              | Giannarino Zenere            | Sauro Farnocchia             | Subaru Impreza 555           | 2:54:16                      | +7:09                        |                              |
| 5                              | Sergei Baldykow              | Anton Zinowiew               | Ford Escort RS Cosworth      | 2:54:22                      | +7:15                        |                              |
| 6                              | Jindrich Stolfa              | Miroslav Fanta               | Škoda Felicia Kit Car        | 2:57:59                      | +10:52                       |                              |
| 7                              | Andrei Jigunow               | Wictor Timkowski             | Ford Escort RS Cosworth      | 2:58:12                      | +11:05                       |                              |
| 8                              | Piotr Świeboda               | Andrzej Górski               | Mitsubishi Lancer EVO III    | 2:58:52                      | +11:45                       |                              |
| 9                              | Leszek Kuzaj                 | Artur Skorupa                | Mitsubishi Lancer EVO III    | 2:59:26                      | +12:19                       |                              |
| 10                             | Nejat Avci                   | Berker Sohtorik              | Renault Mégane Maxi          | 3:00:34                      | +13:27                       |                              |
| Klasyfikacja mistrzostw Polski |                              |                              |                              |                              |                              |                              |
| 1                              | Janusz Kulig                 | Jarosław Baran               | Renault Megane Maxi          | 2:49:26                      | 0.00                         |                              |
| 2                              | Krzysztof Hołowczyc          | Maciej Wisławski             | Subaru Impreza 555           | 2:50:41                      | +1:15                        |                              |
| 3                              | Piotr Świeboda               | Andrzej Górski               | Mitsubishi Lancer EVO III    | 2:58:52                      | +9:26                        |                              |
| 4                              | Leszek Kuzaj                 | Artur Skorupa                | Mitsubishi Lancer EVO III    | 2:59:26                      | +10:00                       |                              |
| 5                              | Jarosław Pineles             | Maciej Wodniak               | Mitsubishi Lancer EVO III    | 3:03:53                      | +14:27                       |                              |
| 6                              | Adam Magaczewski             | Andrzej Białowąs             | Ford Escort RS Cosworth      | 3:07:25                      | +17:59                       |                              |
| 7                              | Jerzy Wierzbołowski          | Bogusław Lepiarz             | Ford Escort RS Cosworth      | 3:07:56                      | +18:30                       |                              |
| 8                              | Bartłomiej Baniowski         | Jakub Mroczkowski            | Subaru Impreza WRX           | 3:08:44                      | +19:18                       |                              |
| 9                              | Wiesław Stec                 | Maciej Maciejewski           | Mitsubishi Lancer Evo III    | 3:11:12                      | +21:46                       |                              |
| 10                             | Jan Kościuszko               | Janusz Bronikowski           | Renault Clio Maxi            | 3:12:10                      | +22:44]                      |                              |